# Ixora schlechteri
Ixora schlechteri är en måreväxtart som beskrevs av Cornelis Eliza Bertus Bremekamp. Ixora schlechteri ingår i släktet Ixora och familjen måreväxter. Inga underarter finns listade i Catalogue of Life.